# 宋欣穎
宋欣穎（英語：Sung Hsin-yin，1974年—）台灣導演和編劇。主要作品為長篇動畫電影《幸福路上》。

## 生平
從小受父母影響喜歡電影。北一女中，台灣大學政治學系畢業，畢業後曾擔任影劇記者，
之後擔任電視劇《薔薇之戀》編劇。後進入日本京都大學學習電影理論，畢業後去赴美國，進入芝加哥哥倫比亞學院攻讀電影碩士，並在美國結婚，2010年畢業後在芝加哥的一間後期公司工作，後決定回台灣製作電影。
2012年，宋欣穎開始製作以自身故事為基礎的《幸福路上》，原希望拍成真人電影，後來該片的監製馮賢賢建議將此故事作成動畫片，並先製作為短片，在2013年台北電影節獲得最佳動畫，進一步獲得補助後開始製作為長片，於2018年1月上映，並在3月獲得2018年東京動畫獎最佳動畫長片。

根據中央社報導，2018年《幸福路上》在巴黎上映之後，世界報（Le Monde）評論指出：「若把這部片比擬為冰淇淋，想必是一杯鮮奶油草莓聖代，感覺粉紅、柔滑、清涼又甜蜜，這是宋欣穎首部動畫長片的美學，而且幾乎可以肯定，她還會繼續讓觀眾出乎意料。」
宋欣穎同時也擁有作家身份，立基於她在京都兩年生活而寫成的散文「京都寂寞 Alone in Kyoto」2015年由大塊出版社出版。2019年則由日本早川書房翻譯成日文在日本出版，頗受好評。

## 作品與得獎
- 電視劇《薔薇之戀》：編劇
- 2013年《幸福路上》前導短片：編劇、導演。
  - 2013年台北電影節最佳動畫
  - 2013年高雄電影節短片競賽優選、觀眾票選獎
  - 2014年金穗獎最佳動畫
- 2017年長篇動畫《幸福路上》：編劇、導演。
  - 2013年金馬創投百萬首獎
  - 2013年國產電影片劇本開發補助案
  - 2018東京動畫大賞拿下最佳動畫長片獎。
  - 2018德國斯圖加特動畫節最佳動畫長片
  - 2018第20屆台北電影獎最佳動畫、觀眾票選獎、百萬首獎
  - 20182018首爾國際動畫節最佳動畫長片首獎
  - 2018第55屆金馬獎最佳動畫長片
  - 2018第55屆金馬獎最佳改編劇本提名
  - 2018第18届华语电影传媒盛典最佳编剧
- 2023年長篇電影《惡女》：導演。